# Marie Ellenrieder
Marie Ellenrieder (Constanza, 20 de marzo de 1791 – Ibidem, 5 de junio de 1863) fue una pintora alemana conocida por sus retratos y obras de carácter religioso. Es conocida como representante del estilo Nazareno y por ser la primera mujer estudiante de maestría en la Academia de Bellas Artes de Munich. Dejó extensos diarios que revelan su biografía y a un artista sensible imbuida fuertemente en la moral religiosa cristiana contemporánea.

## Biografía
Marie Ellenrieder nació en Constanza en 1791, hija de Konrad Ellenrieder y Anna Maria Herrmann, y nieta de Franz Ludwig Herrmann. Fue considerada la artista alemana más importante de su tiempo. Estudió durante tres años con el pintor de miniaturas Joseph Einsle antes de comenzar sus estudios académicos.
En 1813, con la ayuda de su patrón y mentor Ignaz Heinrich, Freiherr von Wessenberg, un funcionario de la iglesia de Constanza, fue aceptada en la Academia de Munich, donde estudió con el pintor clasicista Johann Peter von Langer. Esto la convierte en la primera mujer admitida en una academia de arte en Alemania. Von Langer reconoció su talento excepcional para la pintura de retratos y le dio un fuerte apoyo. Influenciada por el Barroco y el Romanticismo, sus primeras obras muestran una preferencia por el uso deliberado de la luz emergiendo de un fondo oscuro, pinceladas amplias y colores vivos.
El período 1817-22 fue el más productivo de su carrera, creando sus primeros lienzos religiosos. Ellenrieder se anticipó al retrato realista de la segunda mitad del siglo XIX. Sus primeros retratos, en su mayoría de medio cuerpo y en parte de perfil, mostraban a la clase media de su familia y su hogar. Muestra un entusiasmo que le permitió captar las cualidades particulares de las personas y se describió como una joven vivaz, segura de sí misma y feliz en sus autorretratos.
A partir de 1818, Ellenrieder recibió comisiones de la realeza (retratos de la princesa Jablonowska, Karl Egon II y Amalie von Fürstenberg). En 1820 fue llamada a la corte de Baden en Karlsruhe para pintar los retratos del margrave Leopoldo y la margravina Sofía von Baden. En 1820 fue la primera mujer en recibir una comisión para la decoración de una iglesia católica en Baden. En estas pinturas renuncia a la vivacidad de su trabajo anterior por el neoclasicismo. Esta tendencia reflejaba su alma religiosa en incesante busca de pureza e idealismo.
Ellenrieder dejó Constanza en 1822 para viajar a Italia, donde permaneció varios años. En Roma se quedó con la artista de Weimar Louise Seidler, quien le presentó a la colonia de artistas alemanes alrededor de Friedrich Overbeck. Las teorías del arte de los Nazarenos tuvieron impacto en Ellenrieder, una mujer profundamente religiosa que tenía tendencia hacia la negación y el ascetismo. Su manera de pintar cambió completamente como resultado de su influencia y sus impresiones del arte Renacentista (especialmente de Rafael y Perugino); al mismo tiempo perfeccionó sus habilidades técnicas.
También bajo la influencia de los nazarenos, que veían los dibujos y los bocetos como obras de arte en sí mismos, adoptó su opinión de que representaban la más pura representación de la verdad. Su obra principal de este período es una pintura casi a tamaño natural de la Virgen María con el Niño Jesús (1824, Staatliche Kunsthalle, Karlsruhe). La estructura, formas y colores de la obra revelan un estudio intensivo de las obras de Rafael. La pintura fue muy elogiada por la crítica contemporánea.
Decepcionada por la falta de reconocimiento de otros artistas alemanes en Roma, Ellenrieder regresó a Constanza, donde su tendencia hacia la depresión se hizo más prominente. Salió de Italia con la intención de poner su arte al servicio de la religión y solo aceptó encargos de retratos si venían de la corte del Gran Duque. 
Ellenrieder se convirtió en la artista religiosa femenina más popular en el suroeste de Alemania. En 1828 recibió la honorable comisión de pintar una enorme obra para el altar mayor de la La iglesia de San Esteban en Karlsruhe, el Martirio de San Esteban (4,7 χ 3,2 m). Fue la primera y única mujer en crear una obra de dimensiones tan grandes. La estructura del trabajo es una reminiscencia de las pinturas renacentistas italianas. El trabajo fue decisivo en su nombramiento como pintora de la corte.
La comisión más grande que recibió del Gran Duque Ludovico fue la decoración de la capilla del palacio en Langenstein (1828) con escenas bíblicas a tamaño real, incluyendo La alimentación de los cinco mil y La bendición de los niños, un tema que le gustó especialmente y ejecutado más de una vez. La depresión de Ellenrieder en los años posteriores a 1834 fue acompañada por una disminución en la creatividad. En 1838 viajó nuevamente a Italia en un viaje del que esperaba inspirarse y alentarse. A pesar de los elogios que su trabajo recibió en estos años, regresó a Constanza en 1840 decepcionada y deprimida. Pintó muchas obras pequeñas, a veces en miniatura, con temas religiosos que siempre tuvieron demanda. Ella también recibió algunas comisiones por trabajos a gran escala. 
En la última década de su vida tuvo un renovado estallido de creatividad, pintando algunos retablos y al menos 23 óleos, pero la calidad artística de sus primeros años parece haberse perdido, aunque creó su obra maestra con el retrato en colores pastel de las Tres jóvenes condesas Douglas.
Murió en Constanza el 5 de junio de 1863. Marie Ellenrieder no contrajo matrimonio ni tuvo hijos. Dedicó toda su vida a la pintura, pero no tuvo sucesores artísticos. Ella no tenía muchos estudiantes porque los encontraba perturbadores, y el gusto artístico de la segunda mitad del siglo XIX tomó una dirección diferente. El estilo dulce y devocional de su arte hizo que fuera muy difícil juzgar el trabajo de Ellenrieder con justicia y sin prejuicios.
El juicio del pintor y escritor de arte Friedrich Pecht sobre su muerte en 1863:

"Considerando todo, Marie Ellenrieder debe ser una de las artistas femeninas alemanas más importantes de la época moderna"
Friedrich Pecht

## Selección de obras

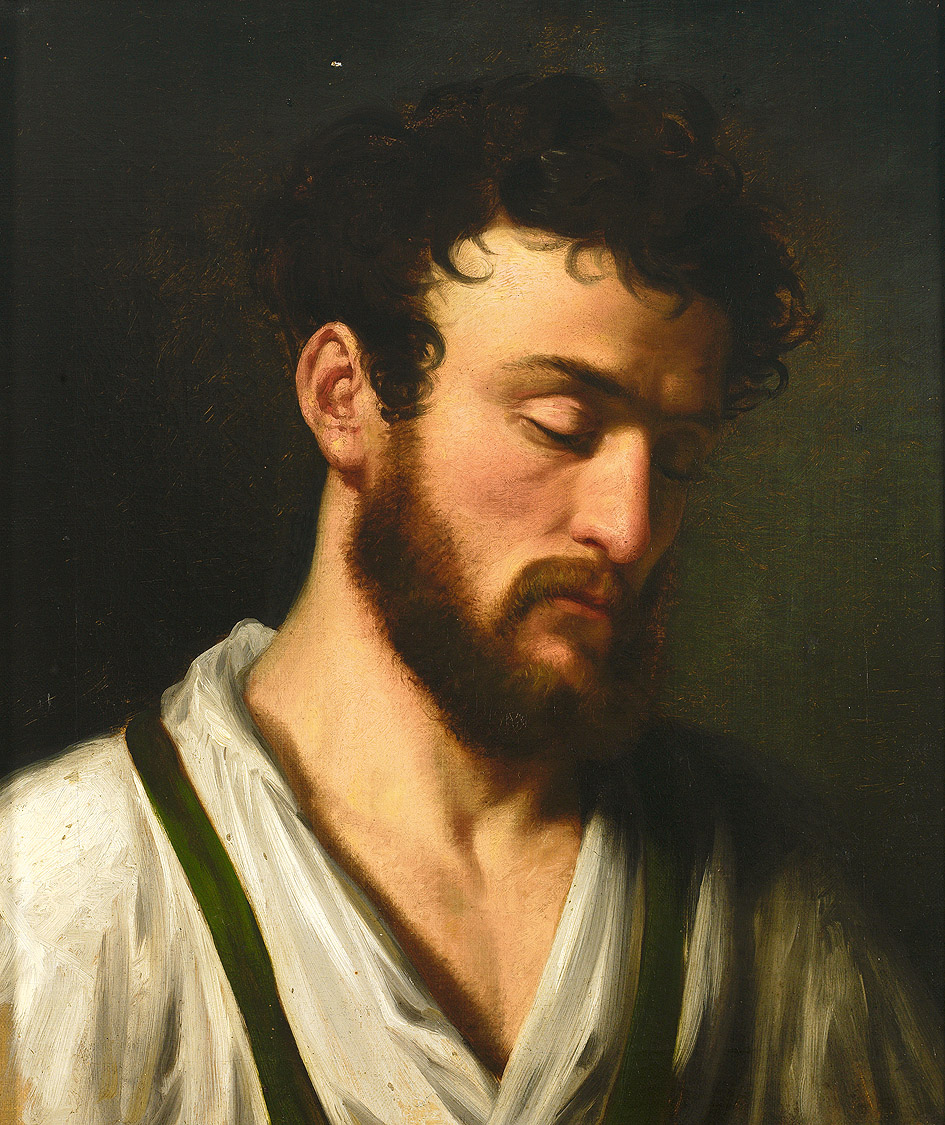
Retrato de un joven barbudo (1817).
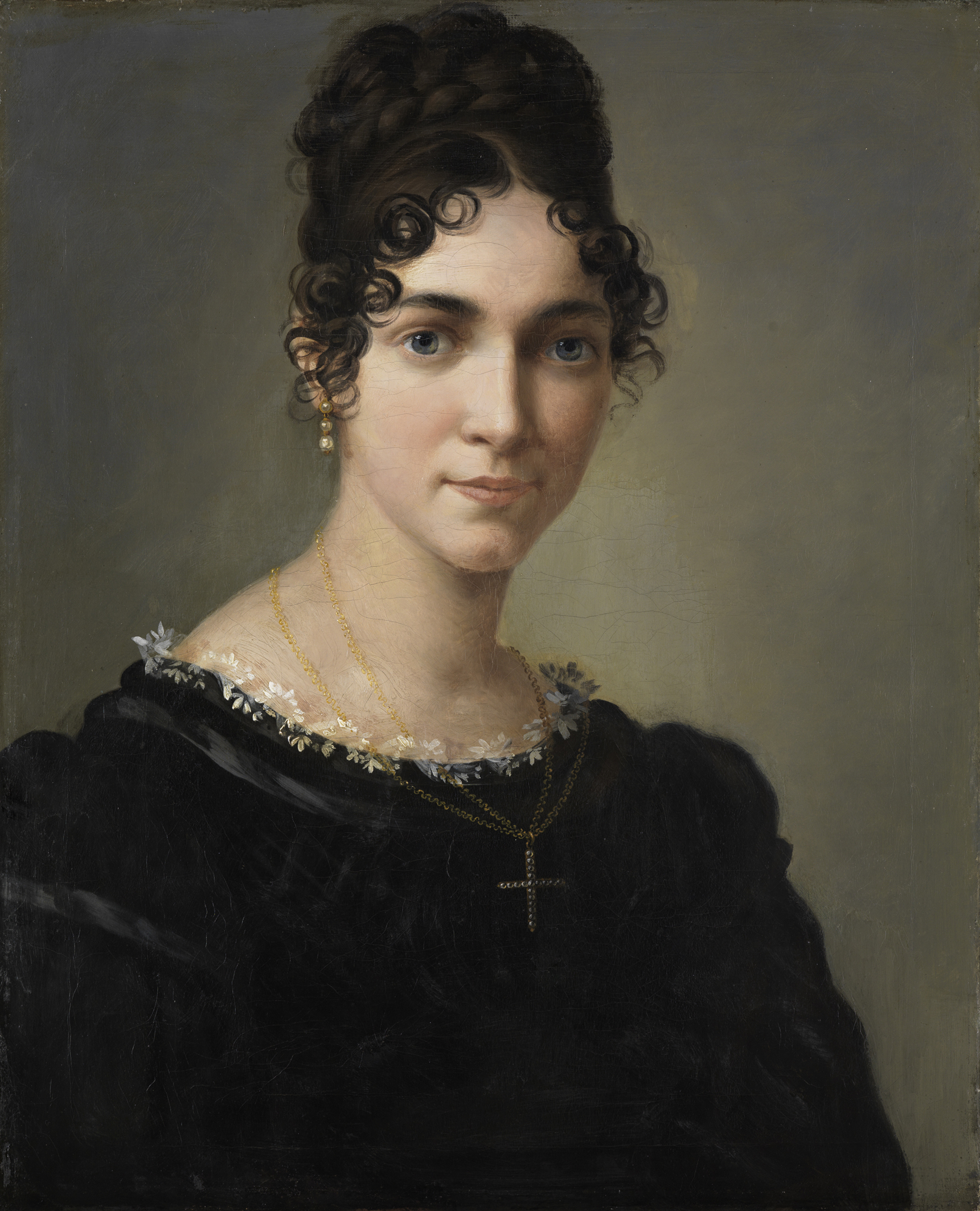
Marie Ellenrieder, autorretrato (1818).
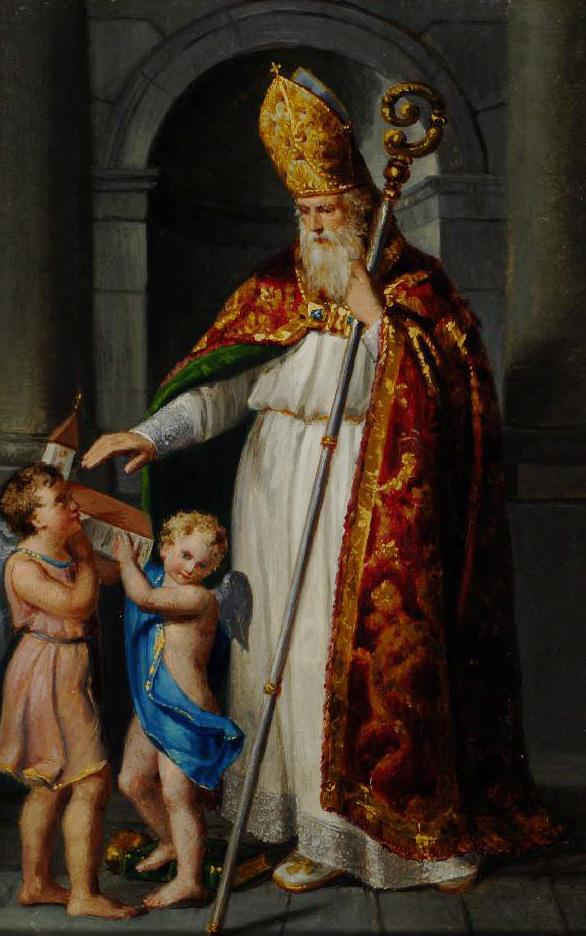
Obispo bendice una iglesia (1822).
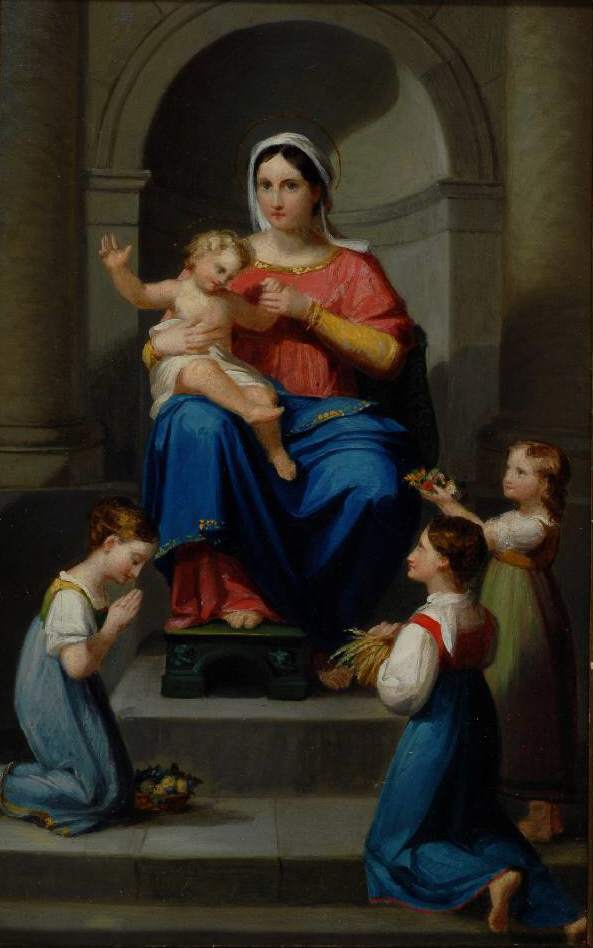
Ofrenda a María y a Jesús (1822).
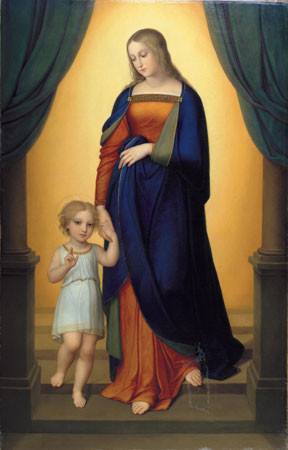
María y el Niño Jesús (1824).
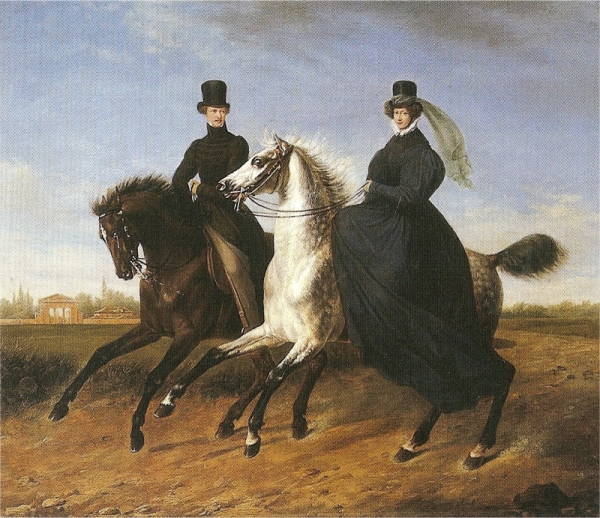
El general Krieg de Hochfelden y su esposa a caballo (1832).
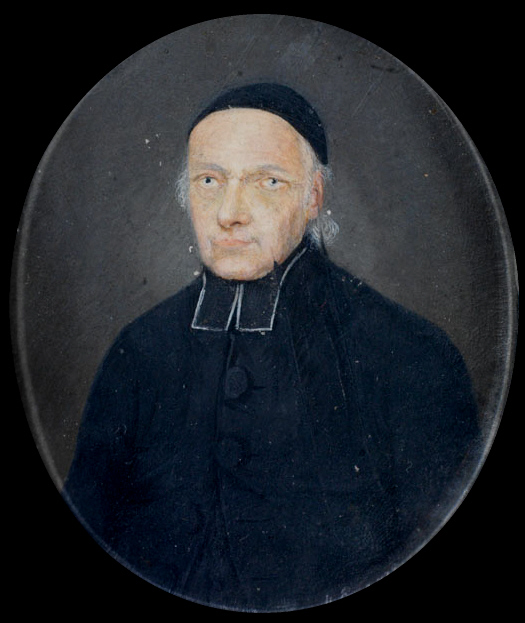
Retrato de Pfarrers Hugarth (1832).
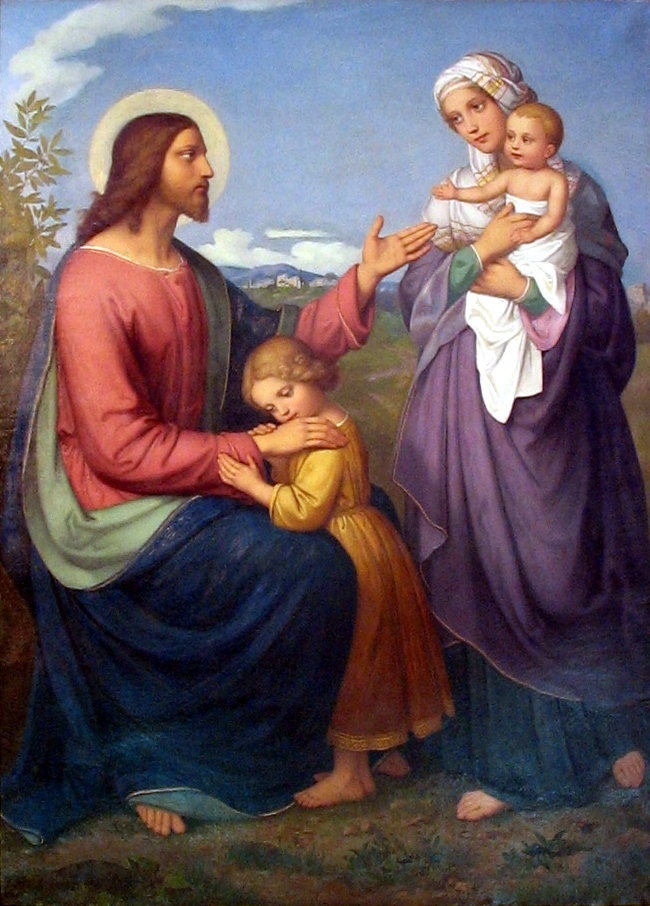
Jesús como amigo de los niños (1845).